# Paul Ranft
Michael Paul Ranft (* 20. November 1854 in Treben, Herzogtum Sachsen-Altenburg; † 18. Februar 1938 in Leipzig) war ein deutscher Bauingenieur und Architekt, der auf Industriebauten spezialisiert war. 

## Leben
Paul Ranft war ein Sohn des Kirchenrats und Pfarrers in Hermsdorf (Thüringen) Friedrich Albin Ranft († 1901) und dessen Ehefrau Konkordia Pauline Ranft geb. Sorge.
Nach dem Besuch des Gymnasiums in Eisenberg leistete er 1874/1875 als Einjährig-Freiwilliger Militärdienst in der sächsischen Armee. Im Anschluss erhielt er zunächst eine Ausbildung an der Gewerbeakademie Chemnitz; von 1877 bis 1881 folgte ein Studium an der Technischen Hochschule Dresden. 1882 trat er als Hilfsingenieur in den Staatsdienst bei der königlich sächsischen Wasserbauinspektion Meißen ein. In den folgenden Jahren arbeitete er für das Berliner Ingenieurbüro von Carl Scharowsky, unter anderem in Stettin. 1896 eröffnete er in Leipzig, im Haus Inselstraße 14, ein technisches Bureau für Ingenieurarbeiten. Er spezialisierte sich auf große Industrieanlagen wie Werften. Dabei legte er besonderen Wert auf gutes Licht, frische Luftzufuhr und hygienisch einwandfreie Beschaffenheit aller Arbeitsstätten und auf freundliche Aufenthaltsräume.
Im Verein Deutscher Ingenieure war er sowohl im Leipziger Bezirksverein als auch im Hauptverein aktiv als Vorsitzender und als Vorstandsmitglied.
Er baute sich ein Landhaus in Großdeuben, das er Ende der 1920er Jahre in Folge der Weltwirtschaftskrise verkaufen musste.
Seit 1887 war er verheiratet mit Anna Friederike Elisabeth geb. Flügel (1855–1939), der jüngsten Tochter des Kirchenmusikers und Komponisten Gustav Flügel, die er in Stettin kennengelernt hatte. Paul und Elisabeth Ranft hatten fünf Kinder, vier Söhne und eine Tochter.
Paul Ranft wurde am 22. Februar 1938 auf dem Neuen Johannisfriedhof in Leipzig beerdigt.

## Bauten
Eine 1928 oder 1929 veröffentlichte Broschüre des Ingenieurbüros nennt 168 Bauten für alle Zwecke der Industrie in allen Teilen Deutschlands, besonders in Leipzig und Umgebung, aber auch im Ausland, in Leicestershire, Warschau, Manila und São Paulo. Dazu zählen:
- Möbelfabrik Hengst in Pirna, ab 1899
- Papierfabrik und Druckerei Hugo Bestehorn in Magdeburg, 1902/1903 und 1911/1912
- Erweiterungsbau der Baumwollspinnerei E.I. Clauß Nachf. Plaue bei Flöha, 1903/1904 (sog. „Neubau“)
- Erweiterungsbau der Baumwollspinnerei und Zwirnerei Max Hauschild in Hohenfichte, 1907
- Vulkanwerft in Hamburg, 1907–1909[3]
- Erweiterungsbauten der Fabrik H. C. Bestehorn in Aschersleben, 1910–1911 (architektonische Gestaltung von Hans Heckner)[4]
- Luftschiffhalle auf dem Flughafen Leipzig-Mockau, 1913 (1917 zerstört)
damals größte Luftschiffhalle der Welt: 193 m lang, 77 m breit, 32 m hoch[5]
- Bauten der Lübecker Maschinenbau-Gesellschaft (LMG)
- Bauten der Schiffswerft von Henry Koch in Lübeck mit Kesselhaus (Lübeck), 1924

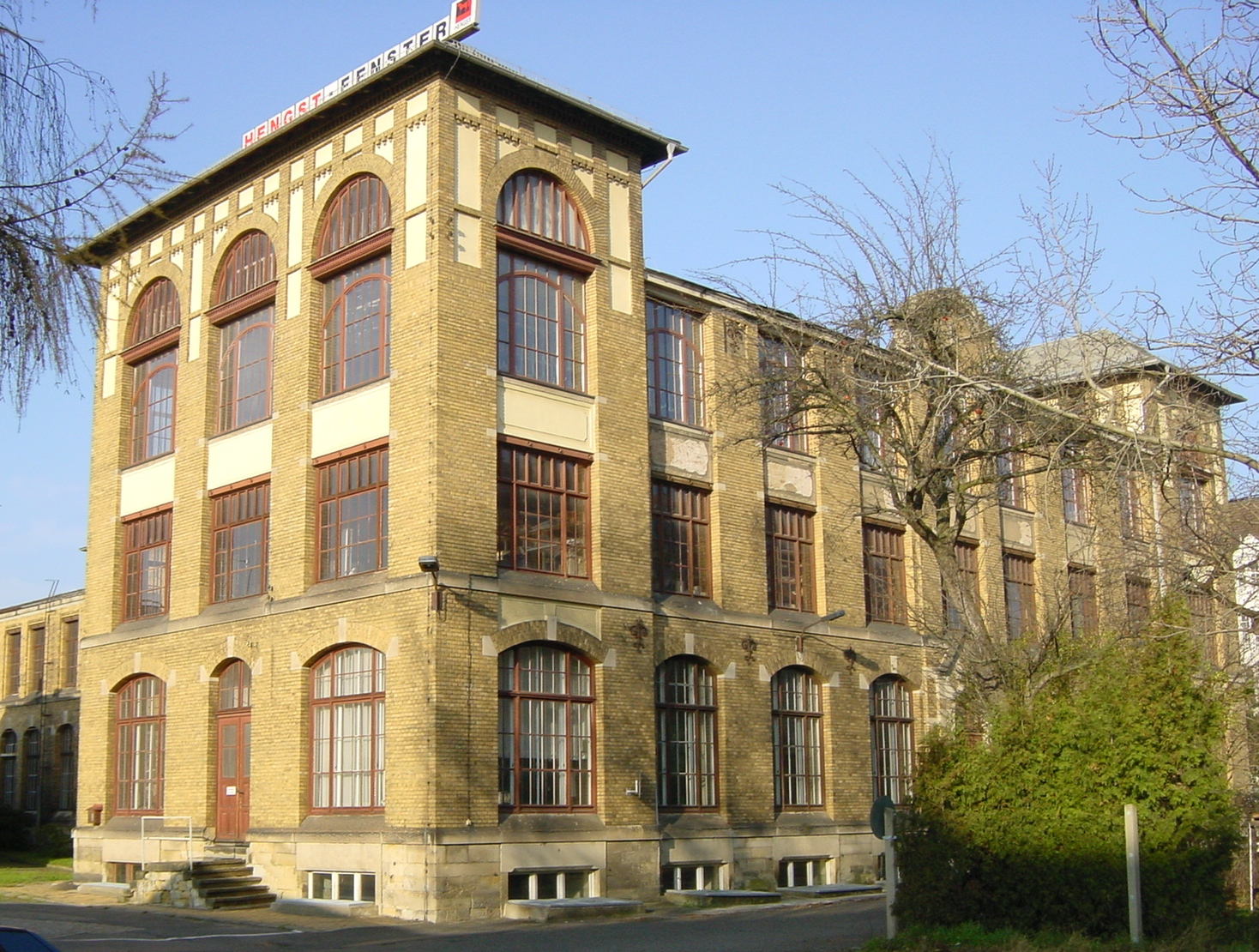
Möbelfabrik Hengst in Pirna
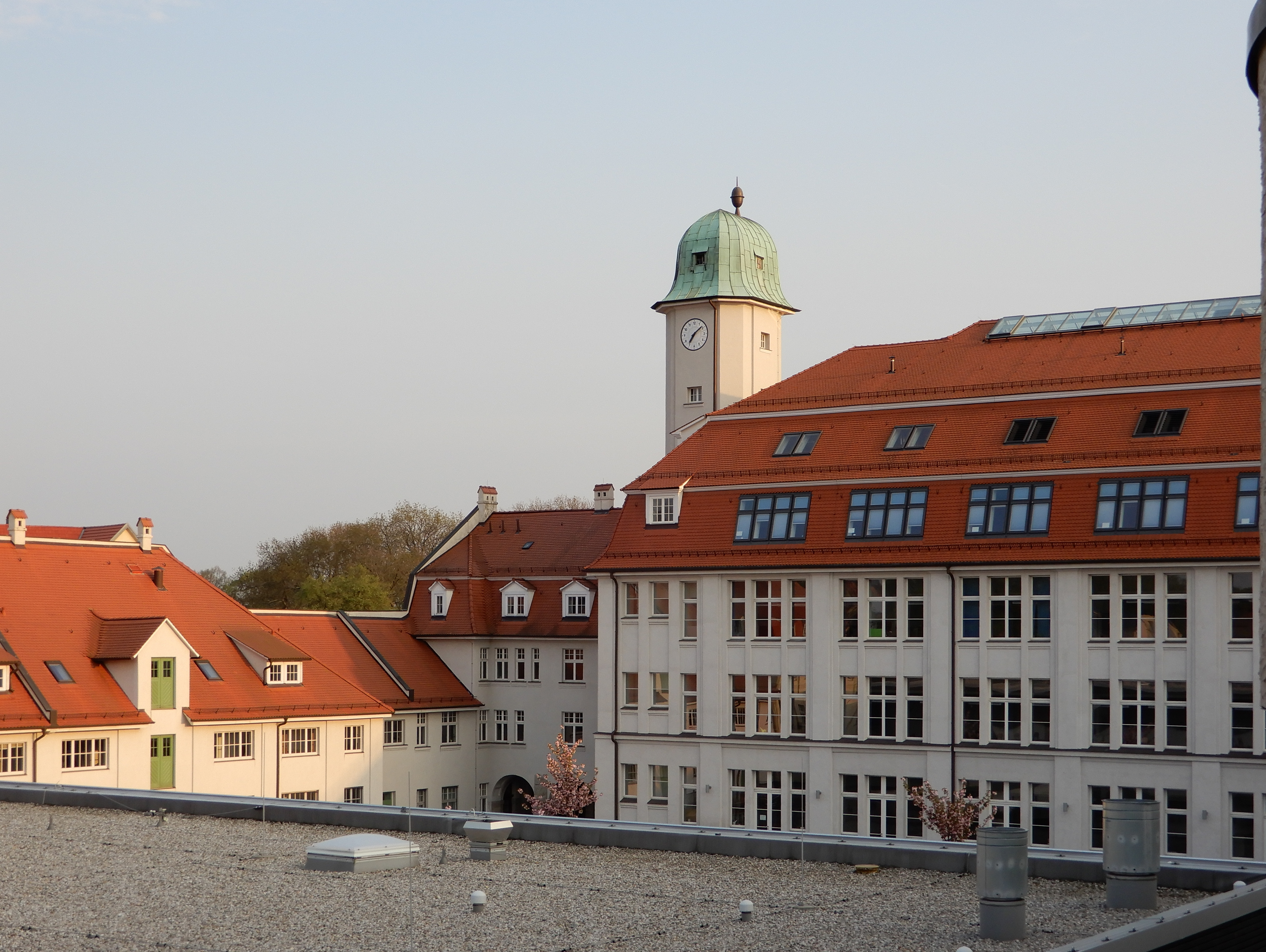
Fabrikgebäude H. C. Bestehorn in Aschersleben (2019)
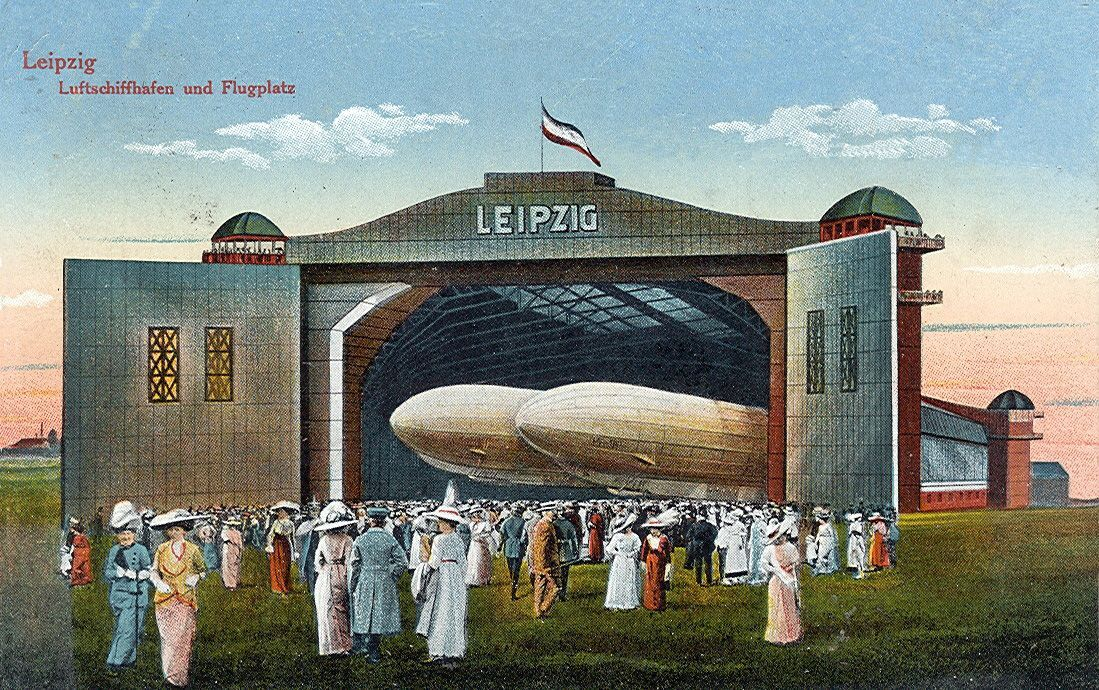
Luftschiffhalle in Leipzig
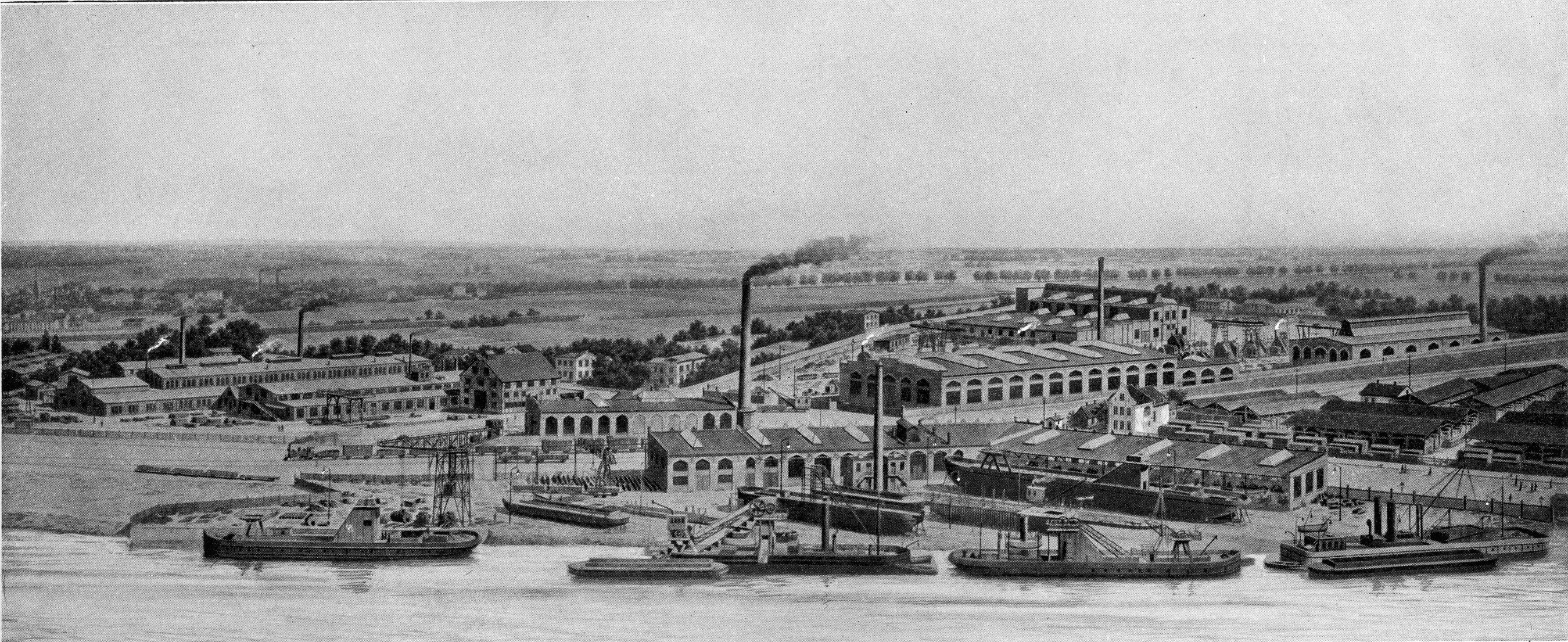
Lübecker Maschinenbau-Gesellschaft
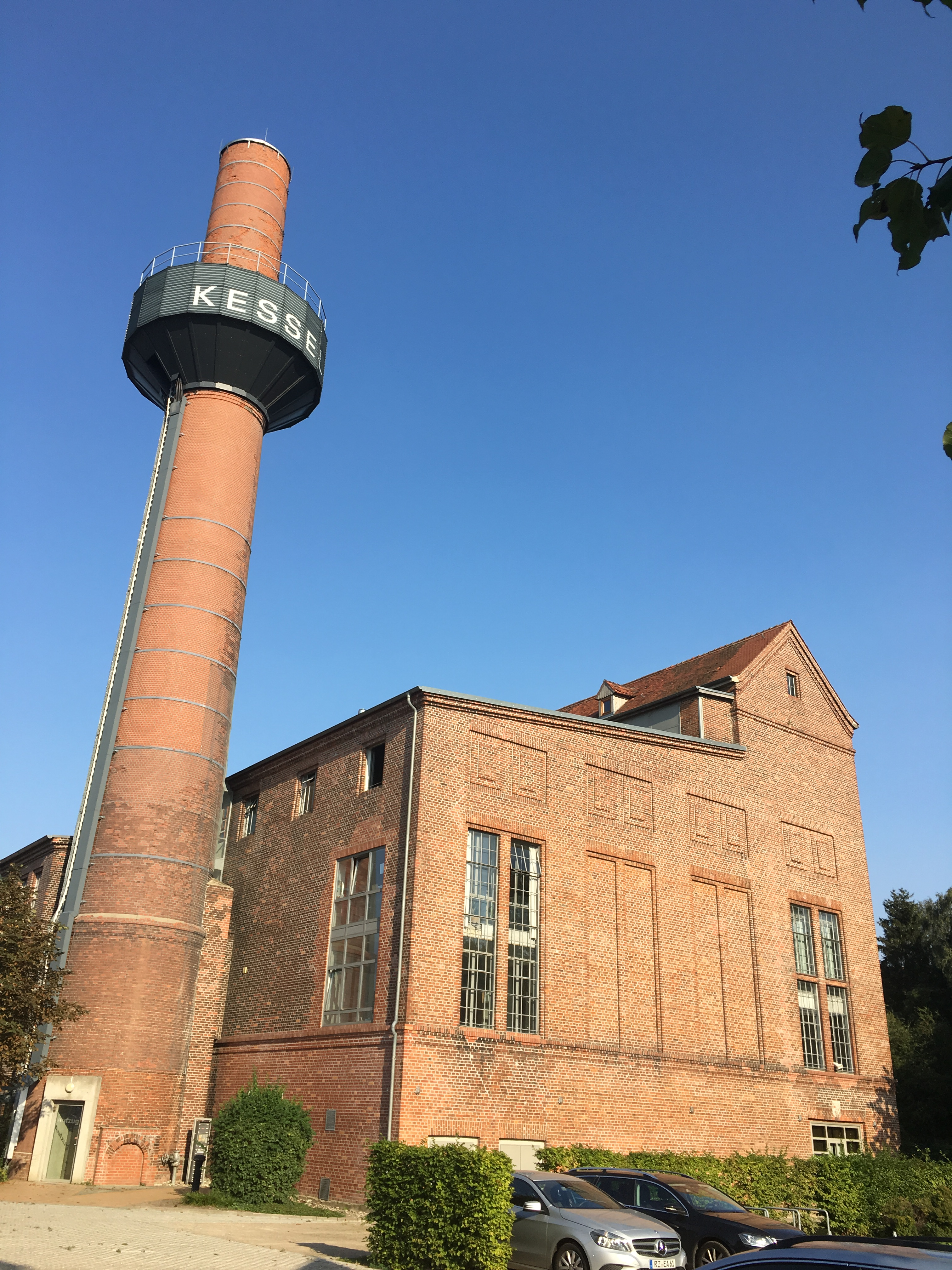
Kesselhaus der Schiffswerft von Henry Koch in Lübeck

## Ehrungen
- 25. Mai 1912: Ehrentitel (königlich sächsischer) Baurat
- 1913: Ritterkreuz 1. Klasse des königlich sächsischen Albrechts-Ordens[6]
- königlich sächsisches Kriegsverdienstkreuz
- 9. Oktober 1932: Ehrenzeichen des Vereins Deutscher Ingenieure (VDI) (anlässlich des 50. Jubiläums des Leipziger Bezirksvereins)
- (posthum): Errichtung der Paul Ranft-Stiftung zur Unterstützung notleidender Ingenieure durch den Leipziger Bezirksverein des VDI